# Die Ehrbare Mainzer Weinzunft von 1443

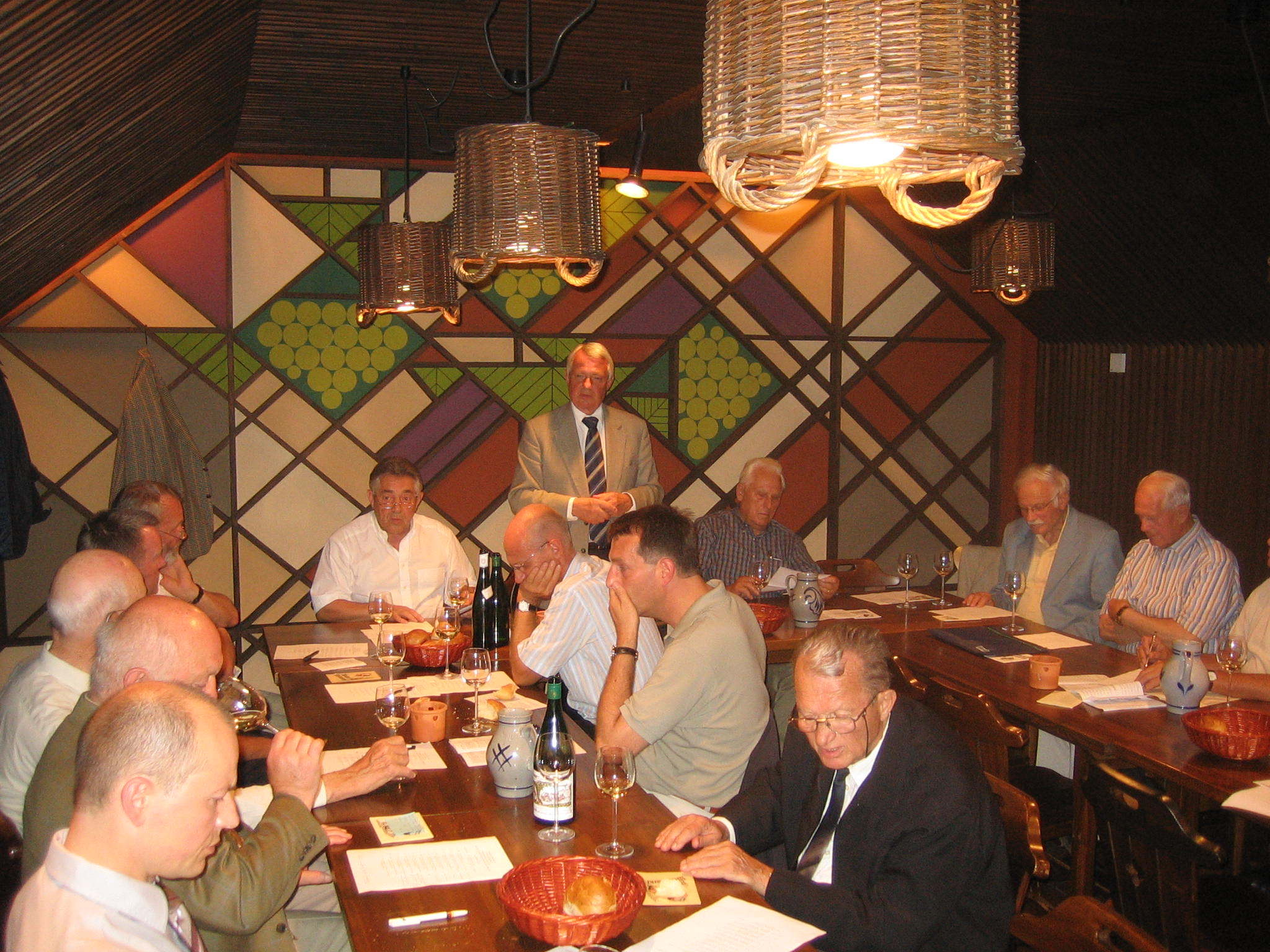
Die Zunft im Weinprobierkeller des Mainzer Rathaus

Die Ehrbare Mainzer Weinzunft von 1443 wird heute manchmal als Mutter aller neu gegründeten Weinbruderschaften bezeichnet.
Diese Weinzunft wurde am 5. Oktober 1954 von Robert Schmidt, Dr. rer. pol., Romancier, Verkehrsdirektor von Mainz und vor allem Weinfreund nach einem mittelalterlichen Vorbild von 1443 wiedergegründet.
Den Vorsitz führte nach dem Vorbild des Symposions aus der griechischen Mythologie der Symposiarch. Ergo bibamus lautet der Wahlspruch dieser Runde, die sich im Gegensatz zu anderen Weinzünften und -bruderschaften keinem speziellen Anbaugebiet oder auch -land verpflichtet fühlt. Ergo bibamus findet sich auch im Kehrvers des Zunftliedes Hier sind wir versammelt zu löblichen Tun (Text: Johann Wolfgang von Goethe, 1810, Melodie: Max Eberwein 1813) wieder.
Die Ehrbare Mainzer Weinzunft hat keine geschriebene Satzung und auch der „Geheime Rat der Sieben“ ist weder geheim noch auf sieben Personen beschränkt. Aufgenommen werden kann jeder weinkundige Mann, der für würdig befunden oder von einem Zunftbruder eingeführt wird.
Neben den Zunftabenden, die jeweils einem Weinthema gewidmet werden, finden in Anknüpfung an die Aufgabe solcher Weinzünfte im Mittelalter, monatliche Treffen in Mainzer Weinlokalen statt, die der Sicherung eines Mindestqualitätsstandards bei den dort ausgeschenkten Wein dienen. Noch bis in die 1970er-Jahre wurden besonders empfehlenswerte Weinlokale mit einem Zertifikat der Weinzunft ausgezeichnet.
Eine jahrelange Freundschaft verbindet die Ehrbare Mainzer Weinzunft mit der Weinbruderschaft Krems. In unregelmäßigen Abständen gibt es offizielle Besuche, aber inzwischen auch viele private Verbindungen.